# 세실 B. 드밀
세실 B. 드밀(Cecil B. DeMille, 1881년 8월 12일 ~ 1959년 1월 21일)은 미국의 영화 감독이다.
미국 펜실베니아 대학, 미국 연극아카데미를 졸업하였다. 연극활동을 하다가 1913년 《스코우만》을 감독, 무성시대부터 할리우드에서 활약하였다.
그의 작품은 호화 스펙터클 사극(史劇)을 중심으로 미국영화의 오락적 특성을 발휘하였다고 평가된다. 대표작으로 《남성 여성》, 《어리석은 자의 낙원》, 《폭군 네로》, 《평원아(平原兒)》, 《대평원》, 《정복되지 않는 사람들》, 《지상최대의 쇼》, 《십계》 등이 있다.

## 작품 목록
- 왕중왕 (1927; 무성)
- 십계 (1923; 무성)
- 다이너마이트 (1929)
- 클레오파트라 (1934)
- 대평원 (1939)
- 정복되지 않는 사람들 (1947)
- 삼손과 데릴라 (1949)
- 지상 최대의 쇼 (1952)
- 십계 (1956)